# Червона лінія (фільм)
Червона лінія (англ. Red Line) — американський бойовик 1995 року.

## Сюжет
У вільний від роботи час автослюсар Джим, в минулому учасник гонок на виживання, на машинах клієнтів автомайстерні, здійснює бандитські нальоти на невеликі крамниці. Свідком цього заняття стає крутий мафіозі на ім'я Келлер і пропонує Джиму попрацювати на нього. Після того, як в черговий раз Джим викрадає автомобіль, він просить у Келлера підняти оплату за свою роботу. Келлер в свою чергу віддає наказ усунути нахабного автослюсаря, не підозрюючи ще, чим все може для нього закінчитися.

## У ролях
| Актор            | Роль          |
| ---------------- | ------------- |
| Чед Маккуїн      | Джим          |
| Дом Делуїс       | Джеррі        |
| Майкл Медсен     | містер Лоренс |
| Роксана Зал      | Гем           |
| Ян-Майкл Вінсент | Келлер        |
| Корі Фельдман    | Тоні          |
| Роберт З'Дар     | Джин          |
| Джулі Стрейн     | Крістал       |
| Біллі Мільйон    | Френк         |
| Чак Зито         | Дік           |